# Карл Крістіан Меллер
Карл Крістіан Меллер (дан. Carl Christian Møller, 2 червня 1823 — 19 грудня 1893) — данський композитор і диригент. Кілька років він працював музичним керівником Фолькетеатру у Копенгагені, а з 1875 року nf до своєї смерті був диригентом оркестру Тіволі.

## Біографія
Карл Крістіан Меллер народився у сім'ї столяра та музиканта Петера Меллера та домогосподарки Анни Саломон (1800—1891). Карл Крістіан з дитинства займався музикою, а через те, що його батько був військовим музикантом, то вже в юному віці почав грати у військових оркестрах — спочатку його прийняли у Данський артилерійський музичний корпус, а пізніше став музикантом (гобоїстом) у 2-й бригаді музичного корпусу.
У 1839 році, коли Ганс Лумбю створив свій оркестр, Меллер залишив військову службу і почав грати у його оркестрі. На початку Першої Шлезвізької війни 1848—1850 років він брав у ній участь як музикант, у якій, між іншим, брав участь у битві при Істеді. З 1850-х років і до кінця свого життя Карл Меллер працював диригентом різних оркестрів і музичним керівником театральних труп. У 1857—1864 і 1875—1885 роках диригував оркестром Фолькетеатру у Копенгагені, а з 1875 року та до самої своєї смерті був диригентом оркестру та музичним керівником театру Тіволі.
У 1869 році Меллера нагородили шведською медаллю Літератури та мистецтв.
Наприкінці 1850 року Меллер побрався у Шлезвізі з донькою парафіяльного писаря Франциске Шарлотте Марі Трегманн (1816—1893). Помер 19 грудня 1893 року у Копенгагені. Його поховали на старому цвинтарі Фредеріксберга.

## Творчість
Меллер був дуже плідним композитором, його музична спадщина містить близько 300 творів. Більшість його творів це танцювальна музика (польки та галопи) та марші, але він також писав музику для балету, водевілей та театральних вистав.
Найбільш відомі його твори:
- «З Сибіру до Москви», балет, поставлений Августом Бурнонвілем (1876)

Симфонії
- Symfoni nr. 1 (1886)
- Symfoni nr. 2 (1887)
- Symfoni nr. 3 (1888)

Водевілі
- Fastelavnsgildet
- Kalifen paa Æventyr
- Esmeralda
- Sivertsens døtre
- Brud og pavekrone
- Far Jean

Танцювальна музика
- Augusta
- Dorothea
- Fanfan
- Telefon
- Euterpe
- Niniche
- Cliquot
- Figaro
- Kunstnerkarneval
- Fakkeldans

Марші
- Skarpskyttemarch
- Bataillemarch
- Kong Christian IX's Revue

Інші твори
- Århus Tappenstreg

У Данії Меллер найбільш відомий завдяки твору «Århus Tappenstreg», який приписують йому. Насправді це не зовсім його власна композиція, це аранжування, яке складається із двох старих мелодій, дописавши лише коду наприкінці. Спочатку мелодія «Århus Tappenstreg» це були дві незалежні маршові мелодії, відомі в Данії з 1827 року. У водевілі «Syv Militaire Piger», перекладеному поетом Дж. Л. Гейбергом (за німецьким текстом «Sieben Mädchen in Uniform»), з'являються обидві маршові мелодії. Першу частину водевілю Гейберг назвав «Den gamle preussiske Tappenstreg», а другу — «Wiener Alexander Marsch». Друга частина приписувалася Бетховену, але насправді французький скрипаль і композитор Луї Люк Луазо де Персюї (1769—1819) написав її приблизно у 1812 році.
Данський музикознавець Кнуд Ліндгард вважає, що Меллер не надавав собі авторство «Århus Tappenstreg» спеціально. Меллер був не лише композитором, а й театральним директором і диригентом у трупі, яка ставила «Syv Militære Piger» в Орхуському театрі на початку 1870-х років. Цей твір мав величезну популярність у глядачів і перед відкриттям завіси, коли лунали оплески, можливо він, як хороший музикант, зіграв обидві мелодії разом як вступ. Оскільки ці дві мелодії добре поєднувалися одна з одною, він пізніше написав до закінчення, додавши кілька тактів коди, а потім, на знак уваги публіки в Орхусі, назвав все це «Århus Tappenstreg» (Орхуський Таппенстрег). Надалі мелодія стала дуже популярною і на неї поклали кілька текстів.